# Afrikaspiele 2019/Leichtathletik – Diskuswurf der Männer
Der Diskuswurf der Männer bei den Afrikaspielen 2019 fand am 26. August im Stade Moulay Abdallah in Rabat statt.
Zehn Diskuswerfer aus neun Ländern nahmen an dem Wettbewerb teil. Die Goldmedaille gewann Shehab Ahmed mit 59,29 m, Silber ging an Dotun Ogundeji mit 57,82 m und die Bronzemedaille gewann Elbachir Mbarki mit 56,92 m.

## Rekorde
| Weltrekord        | Jürgen Schult         | 74,08 m | Neubrandenburg, Deutsche Demokratische Republik | 6. Juni 1986     |
| Rekord der Spiele | Omar Ahmed el-Ghazaly | 63,61 m | Afrikaspiele in Abuja, Nigeria                  | 13. Oktober 2003 |

## Ergebnis
26. August 2019, 16:05 Uhr
| Platz | Athlet                      | Land         | 1. Versuch | 2. Versuch | 3. Versuch | 4. Versuch                             | 5. Versuch                             | 6. Versuch                             | Weite (m) |
| ----- | --------------------------- | ------------ | ---------- | ---------- | ---------- | -------------------------------------- | -------------------------------------- | -------------------------------------- | --------- |
|       | Shehab Mohamed Abdalaziz    | Ägypten      | 51,05      | 57,41      | 59,29      | x                                      | x                                      | x                                      | 59,29     |
|       | Dotun Ogundeji              | Nigeria      | 54,15      | 51,33      | 52,10      | x                                      | 55,28                                  | 57,82                                  | 57,82     |
|       | Elbachir Mbarki             | Marokko      | x          | x          | 48,29      | 56,92                                  | x                                      | 56,07                                  | 56,92     |
| 4     | Mohamed Wadah Mansour       | Libyen       | 56,67      | 56,58      | 56,31      | x                                      | 55,22                                  | 55,03                                  | 56,67     |
| 5     | Christopher Jonathan Sophie | Mauritius    | 53,67      | x          | 55,88      | x                                      | 54,60                                  | x                                      | 55,88     |
| 6     | Ryan Williams               | Namibia      | x          | 51,65      | 50,59      | x                                      | 47,75                                  | 53,01                                  | 53,01     |
| 7     | Akrem Sassi                 | Tunesien     | 45,52      | 50,63      | 47,68      | x                                      | x                                      | 46,62                                  | 50,63     |
| 8     | Aly Abdelmagied             | Ägypten      | x          | 46,72      | 47,21      | 44,00                                  | x                                      | 47,81                                  | 47,81     |
| 9     | Mamush Taye Degema          | Äthiopien    | 42,76      | 46,04      | 46,46      | nicht im Finale der besten acht Werfer | nicht im Finale der besten acht Werfer | nicht im Finale der besten acht Werfer | 46,46     |
| 10    | Sié Fahige Kambou           | Burkina Faso | x          | 45,01      | 46,33      | nicht im Finale der besten acht Werfer | nicht im Finale der besten acht Werfer | nicht im Finale der besten acht Werfer | 46,33     |

Zeichenerklärung:
– = Versuch ausgelassen, x = Fehlversuch